# Holotrichia dorsalis
Holotrichia dorsalis är en skalbaggsart som beskrevs av Frey 1969. Holotrichia dorsalis ingår i släktet Holotrichia och familjen Melolonthidae. Inga underarter finns listade i Catalogue of Life.